# Улица Освалда Тилманя
У́лица О́свалда Ти́лманя (латыш. Osvalda Tīlmaņa iela) — короткая (76 метров) улица в Риге, в историческом районе Старый город. Расположена между улицами Маза Яуниела и Кемереяс, проходит по заднему двору Рижского политехнического института.

## История
Историческая застройка района погибла во время боёв в июне 1941 года. В 1956—1958 году на её месте было возведено здание Рижского политехнического института.
Улица названа (2009) в честь архитектора Освальда Тилманиса (1900—1980), главного архитектора Риги (1934—1950 и 1956—1958), автора проектов здания Академии наук Латвии (1950—1957), главного корпуса Рижского технического университета (1956—1958), ряда жилых домов в Риге.

## Достопримечательности

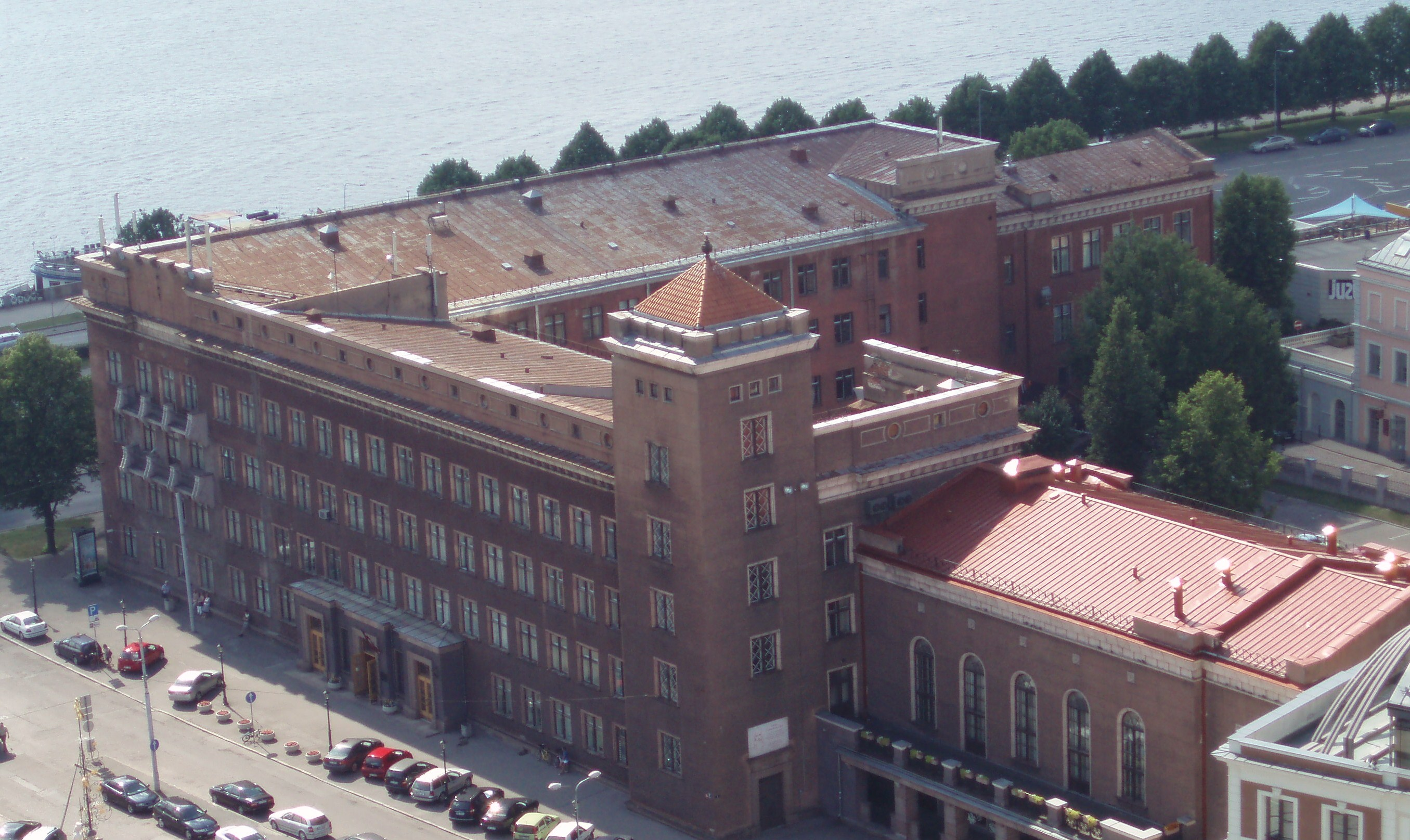
Главный корпус РТИ

Улица проходит перпендикулярно Даугаве по внутреннему двору главного корпуса Рижского технического университета, который целиком занимает одну её сторону.